# Želí

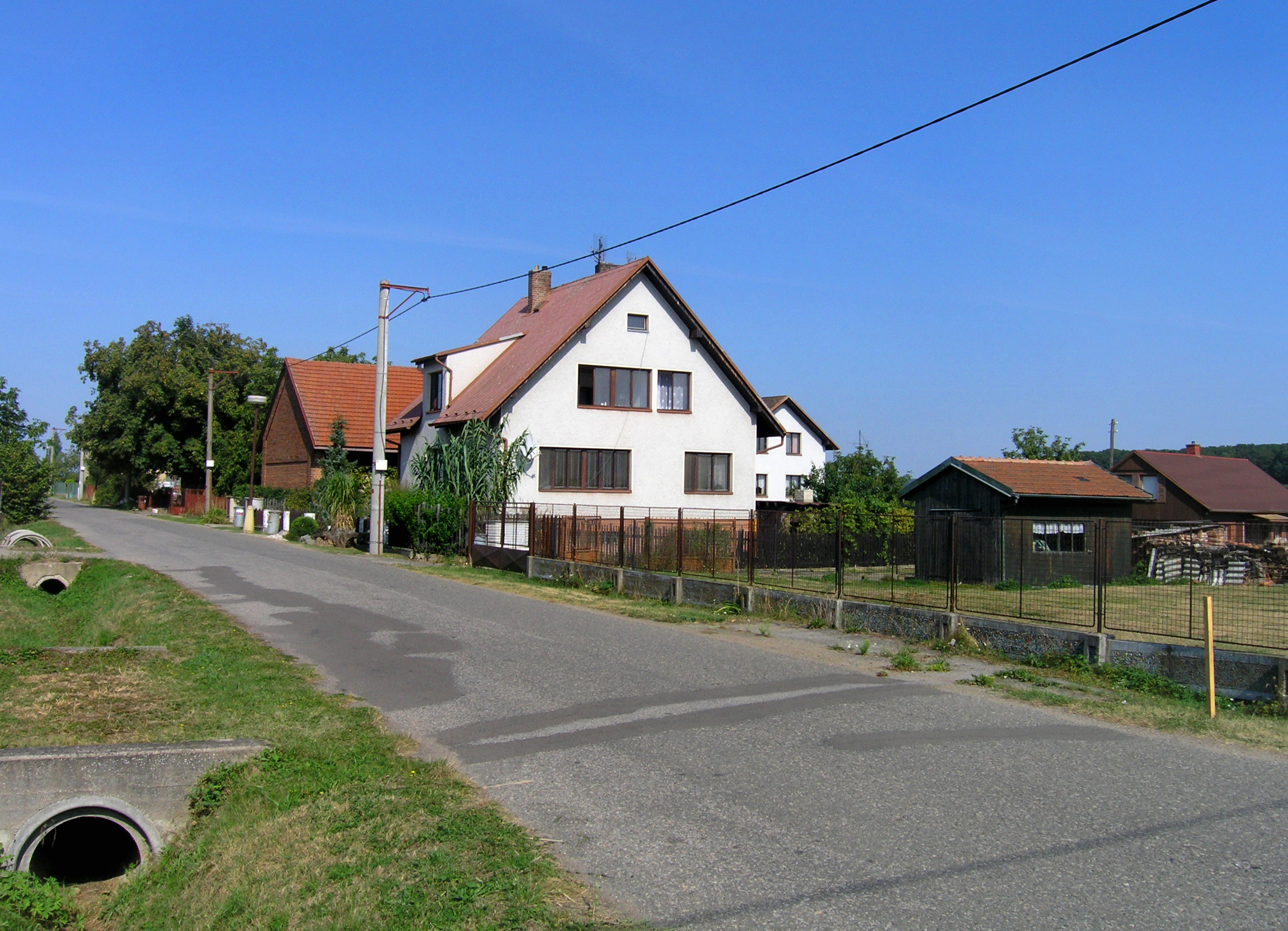
Ortsansicht

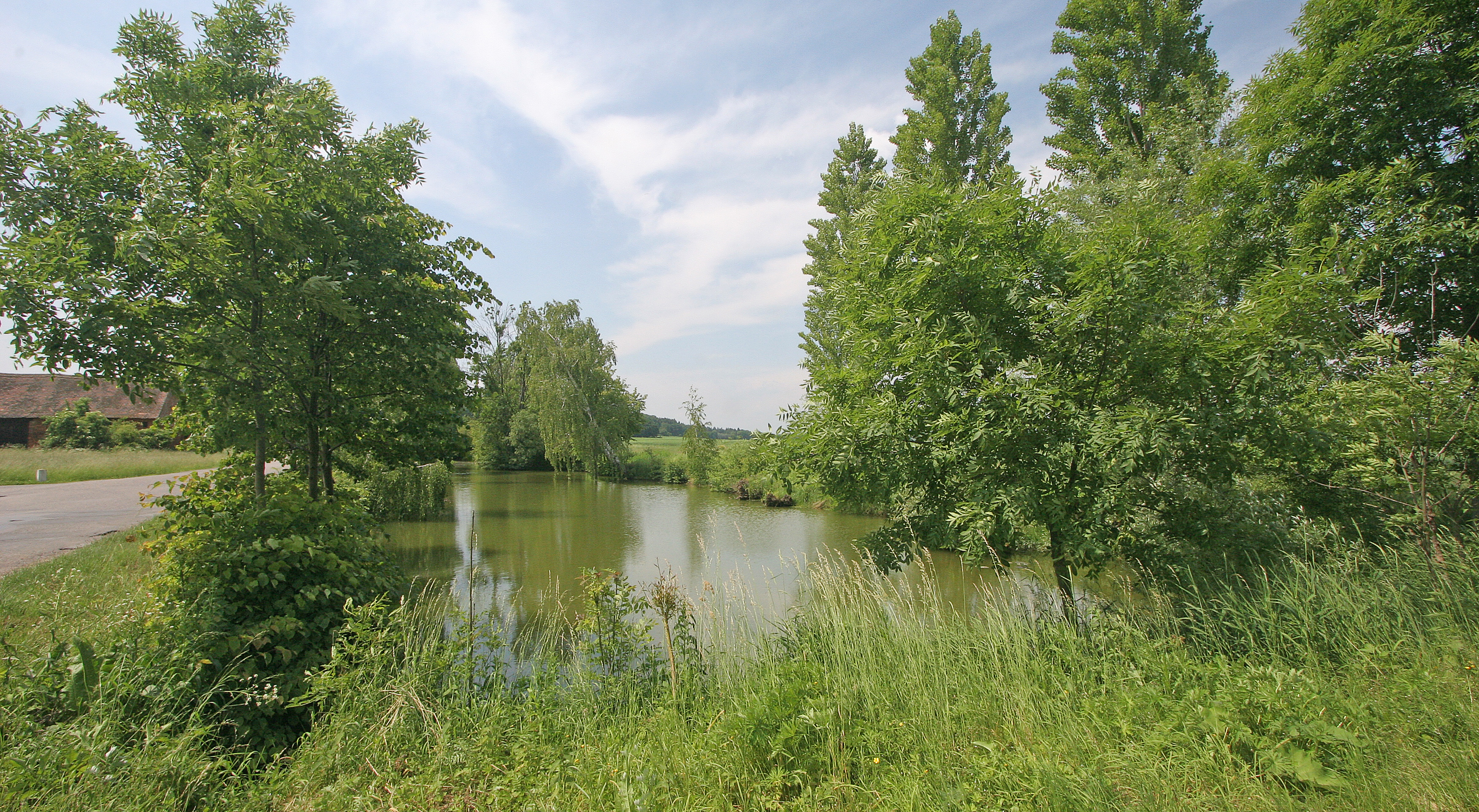
Teich am östlichen Ortsrand

Želí (deutsch Schelly, 1939–45 Schell) ist ein Ortsteil der Gemeinde Libčany im Okres Hradec Králové in Tschechien. Er liegt 11 Kilometer westlich des Stadtzentrums von Hradec Králové.

## Geographie
Želí erstreckt sich in der Quellmulde des Baches Roudnický potok in der Východolabská tabule (Tafelland an der östlichen Elbe). Westlich erhebt sich der Kozí kopec (Geisberg, 286 m n.m.), im Südosten der Kavkaz (284 m n.m.).
Nachbarorte sind Nový Radostov im Norden, Radíkovice und Těchlovice im Nordosten, Libčany im Osten, Urbanice im Südosten, Lhota pod Libčany im Süden, Roudnice im Südwesten, Puchlovice und Horka im Westen sowie Homyle und Kunčice im Nordwesten.

## Geschichte
Archäologische Funde belegen eine frühzeitliche Besiedlung der Gegend; zwischen Želí und Libčany befand sich eine heidnische Begräbnisstätte.
Nach der von Jan Ferdinand Setunský verfassten Chronik der Herrschaft Libčany, soll die älteste Erwähnung der Feste und des Hofes Želí aus dem Jahre 1098 stammen. Urkundlich nachweisbar ist jedoch nur eine Erwähnung aus dem Jahre 1363. Im Jahre 1503 kaufte der Königgrätzer Bürger Václav Nejedlý von Vysoká das Gut. Dessen Sohn Jindřich Nejedlý von Vysoká erwarb 1549 von Johann von Pernsteins Söhnen das Gut Libčany und vereinigte Želí mit diesem. Die Feste Želí erlosch in der nachfolgenden Zeit, ihr Standort lag am Teich am östlichen Ortsrand.
Im Jahre 1674 gelangte Libčany durch Erbschaft an die Herren Straka von Nedabylic. Johann Peter Straka von Nedabylic (1645–1720) verfügte in seinem 1710 niedergelegten Testament die Errichtung des Straka-Gestifts zur Errichtung einer adeligen Ritterakademie für junge verarmte Adelige, in das seine Güter Liebtschan, Okrauhlitz und Ober Weckelsdorf einflossen.
Im Jahre 1835 bestand das im Königgrätzer Kreis gelegene Dorf Schelly bzw. Žely aus 17 Häusern, in denen 75 Personen lebten. Pfarrort war Liebtschan. Bis zur Mitte des 19. Jahrhunderts blieb Schelly dem Stiftungsgut Liebtschan untertänig.
Nach der Aufhebung der Patrimonialherrschaften bildete Žely ab 1849 eine Gemeinde im Gerichtsbezirk Nechanitz. Ab 1868 gehörte das Dorf zum Bezirk Königgrätz. Im Jahre 1900 hatte das Dorf 95 Einwohner und bestand aus 18 Häusern. Auf Anordnung der Linguistischen Kommission in Prag wurde 1920 Želí als amtlicher Ortsname festgelegt. 1927 lebten in der Gemeinde 129 Menschen. Im Jahre 1949 wurde Želí dem Okres Hradec Králové-okolí zugeordnet; dieser wurde im Zuge der Gebietsreform von 1960 aufgehoben, seitdem gehört das Dorf zum Okres Hradec Králové. Am 14. Juni 1964 erfolgte die Eingemeindung nach Libčany. Am 3. März 1991 hatte der Ort 58 Einwohner; beim Zensus von 2001 lebten in den 20 Wohnhäusern von Želí 63 Personen.

## Gemeindegliederung
Der Ortsteil Želí bildet einen Katastralbezirk.

## Söhne und Töchter des Ortes
- Vlastimil Herout (1921–1999), Chemiker

## Sehenswürdigkeiten
- Kapelle auf dem Dorfplatz